# クリスタル (テレビドラマ)
『クリスタル』は、2011年6月18日から2011年7月9日まで千葉テレビ放送で毎週土曜20時30分-21時00分に放送された連続テレビドラマ。

## あらすじ
役者の卵という名のニート予備軍の大島克己（鈴木勝吾）は、就活を始めるも書類選考で連敗中だった。そしてやっとの事でクリスタルリサーチ＆コンサルティングという企業の面接へとこぎつける。しかしそこは変人・山野有希（遠藤久美子）が所長を務める探偵社だった。晴れて採用となったものの、大島の演技を主力とした「おとり主任」としての波乱に満ちた日々が始まるのであった。

## 登場人物
- 大島克己 - 鈴木勝吾
- 山野有希 - 遠藤久美子
- 北澤明日香 - 西田奈津美
- 森川舞 - 茅野愛衣
- 土屋美由紀 - 矢部裕貴子
- 内海太一 - 中河内雅貴
- 橋谷里美 - 清水園美
- 田中康行 - 山本匠馬（友情出演）
- 岩松徹 - ガッツ石松（友情出演）

## スタッフ
- 監督・脚本・編集：林正明
- エグゼクティブプロデューサー：岡崎喜好
- プロデューサー：小森健一郎（チバテレ）、中畝身和
- アソシエイションプロデューサー：秋山武利
- アシスタントプロデューサー：土江智美（チバテレ）、折田幸広
- 技術コーディネイト：新妻宏昭
- 製作コーディネイター：橋本じゅんや
- 撮影：細井亮
- VE/照明：吉田太一
- 照明助手：斉藤隆宏
- 録音：山田均
- 録音助手：前田篤宏、徳野隆子
- 助監督・編集助手：八木澤隼人
- 製作進行：永田卓也
- 衣装：里見純奈
- メイク：谷口小央里
- デザイン：MOSSA
- 音楽：加藤英史（株式会社 ロラパルーザ）
- 制作/著作：クリスタル製作委員会

## 主題歌
- Sono Featuring 橋本トシ「クリスタル」

## サブタイトル
| 話数   | 放送日（千葉テレビ放送） | サブタイトル                           |
| ------ | ------------------------ | -------------------------------------- |
| 第一話 | 2011年6月18日            | 就職先は探偵社!?                       |
| 第二話 | 2011年6月25日            | デート依頼の仕事で恋人とバッティング!? |
| 第三話 | 2011年7月2日             | 次々に襲いかかる危機!!                 |
| 最終話 | 2011年7月9日             | 因縁の対決!! 感動の最終回へ・・・。    |